# Tay Melo
Taynara Melo Guevara (nascida Carvalho; Rio de Janeiro, 9 de junho de 1995), é uma judoca e lutadora de luta livre profissional brasileira. Atualmente trabalha na All Elite Wrestling (AEW), onde atua sob o nome de ringue Tay Melo.
Antes de ingressar na AEW, ela se apresentou na WWE na marca NXT como Taynara Conti de 2017 a 2020.

## Início da vida e Judô
Taynara Melo de Carvalho nasceu em 9 de junho de 1995, na cidade do Rio de Janeiro, a segunda maior cidade do Brasil. Ela tem um irmão e duas irmãs, uma das quais é adotada. Melo cresceu nas notórias favelas cariocas e infestadas de crimes. Melo é faixa preta de judô e faixa azul de jiu-jitsu brasileiro. Melo foi brevemente para a faculdade de direito no Brasil e ela participou de testes para a equipe olímpica brasileira nos Jogos Olímpicos de Verão de 2016 antes de ingressar na WWE.
Melo iniciou sua carreira atlética na ginástica artística no CR Vasco da Gama, mas logo migrou para as artes marciais. Primeiro, Melo lutou pelo projeto "Brasil vale ouro" e depois foi para o "Instituto Reação", do judoca Flávio Canto. Melo foi campeã regional e tetracampeã estadual. Além disso, ela foi quatro vezes vice-campeã brasileira. Ela se juntou à equipe brasileira e participou do circuito europeu em Portugal e Alemanha.

## Carreira na luta livre profissional

### WWE (2016–2020)
Melo foi anunciada como tendo assinado com a WWE, e reportado ao WWE Performance Center em outubro de 2016. Ela fez sua estréia no wrestling profissional como Taynara Conti na WrestleMania Axxess em Orlando, Flórida em 1 de abril de 2017, competindo contra Sarah Bridges em um combate perdido. Ela participou do Mae Young Classic inaugural, durante o qual ela perdeu para Lacey Evans durante a primeira rodada do torneio.
Conti apareceu na televisão no episódio de 11 de outubro do NXT, interferindo em uma luta triple threat entre Nikki Cross, Peyton Royce e Liv Morgan em nome da The Undisputed Era (Adam Cole, Bobby Fish e Kyle O'Reilly) para evitar que Cross vencesse o combate. Isso levou a uma luta entre Conti e Cross no episódio de 1º de novembro do NXT, onde Conti perdeu. Em 8 de abril de 2018, Conti se apresentou durante o pré-show da WrestleMania 34, competindo no WrestleMania Women's Battle Royal, tornando-se a primeira mulher brasileira a competir na noite da WrestleMania. No final do ano, Conti se classificou para o torneio Mae Young Classic de 2018 depois de derrotar Vanessa Borne. Ela derrotou Jessie Elaban na primeira rodada, mas perdeu para Lacey Lane na segunda rodada.
Em 20 de abril de 2020, Conti foi liberada de seu contrato com a WWE como resultado de cortes no orçamento devido à pandemia do COVID-19. Como todos os outros talentos despedidos, ela permaneceu sob a cláusula de não competição de 90 dias, que expirou em 23 de julho de 2020. Conti revelou mais tarde em uma entrevista que estava infeliz há meses na WWE e queria ser demitida, mas a empresa inicialmente não concederia a ela uma liberação por medo de que ela fosse para a All Elite Wrestling (AEW).

### All Elite Wrestling (2020–presente)
Em 4 de agosto de 2020, Conti apareceu na AEW como Tay Conti, participando do AEW Women's Tag Team Cup Tournament: The Deadly Draw e em parceria com Anna Jay. A equipe, conhecida oficialmente como TayJay, derrotou Nyla Rose e Ariane Andrew nas quartas de final, mas perdeu para Ivelisse e Diamante durante as semifinais. No episódio de 26 de agosto de Dynamite, ela recebeu um contrato da stable The Dark Order para se juntar a eles. Em 9 de setembro, a AEW anunciou que Conti havia assinado com a empresa.
Em 13 de janeiro de 2021, episódio do Dynamite, Conti competiu pelo Campeonato Mundial Feminino da NWA pela primeira vez e foi derrotada por Serena Deeb. Nas semanas seguintes, Conti ganhou uma luta pelo título pelo Campeonato Mundial Feminino da AEW, mas não conseguiu derrotar a campeã, Hikaru Shida, no episódio de 21 de abril do Dynamite. Em setembro, Conti e Anna Jay começaram uma rivalidade com Penelope Ford e The Bunny em uma série de singles e lutas de duplas em Dynamite e Rampage. Em 13 de novembro, Conti lutou novamente pelo Campeonato Mundial Feminino da AEW, desta vez enfrentando a atual campeã Britt Baker no Full Gear, mas não teve sucesso. A rivalidade TayJay/Bunny & Ford veio à tona quando a equipe de Jay e Conti derrotou a equipe de The Bunny e Ford em uma Street Fight em 31 de dezembro no Rampage.
Em 6 de março de 2022, no Revolution, Conti enfrentou Jade Cargill pelo Campeonato TBS da AEW, mas foi derrotada. Após meses de rivalidade, em 29 de maio no evento Double or Nothing, Conti se uniu a Sammy Guevara e Frankie Kazarian em uma luta de trios mista contra a equipe da American Top Team formada por Ethan Page, Paige VanZant e Scorpio Sky, na qual o time de Conti foi derrotado. Em 15 de junho, no evento Road Rager, Conti, junto com Guevara, juntou-se à Jericho Appreciation Society, tornando-se vilã (heel). Em 12 de agosto, no Rampage: Quake by the Lake, sob o novo nome de ringue Tay Melo, ela se uniu a Guevara para defender o AAA World Mixed Tag Team Championship contra Dante Martin e Skye Blue, mantendo com sucesso o título.
Melo e Guevara então iniciaram uma rivalidade com Ruby Soho e Ortiz, trocando vitórias durante o mês de agosto antes de derrotá-los no evento All Out devido à interferência de Anna Jay. A rivalidade entre Melo e Soho foi retomada no episódio de 30 de novembro do Dynamite, levando a uma luta no Winter Is Coming, onde Soho derrotou Melo. A rivalidade continuou com Melo e Jay derrotando Soho e Willow Nightingale no episódio de 28 de dezembro do Dynamite; no entanto, Soho e Nightingale derrotaram Melo e Jay no episódio de 11 de janeiro de 2023 do Rampage, em uma luta de rua.
Após dois anos afastada da televisão, Melo fez seu retorno à AEW em 4 de junho de 2025, no evento Fyter Fest, onde salvou Anna Jay de um ataque de Megan Bayne e Penelope Ford, tornando-se uma personagem heroína (face) no processo.

### Lucha Libre AAA Worldwide(2022)
Em 30 de abril de 2022, Conti fez sua estreia na AAA, em dupla com Sammy Guevara, derrotando Los Vipers, Maravilla e Látigo, e Sexy Star II e Komander para conquistar o AAA World Mixed Tag Team Championship no evento Triplemanía XXX. Durante a maior parte da luta, La Parka Negra lutou no lugar de Guevara.

### World Wonder Ring Stardom(2025)
Em 3 de janeiro de 2025, após uma ausência de 22 meses dos ringues, Melo fez seu retorno e estreia na Stardom no evento New Year Dream, onde se juntou a Mina Shirakawa para enfrentar a dupla formada por Athena e Thekla, sendo derrotadas.

## Vida pessoal
Melo casou-se com o também judoca Jorge Conti em 2017; no entanto, Melo confirmou no Instagram em novembro de 2021 que eles estavam separados "há muito tempo".
Desde janeiro de 2022, Melo está em um relacionamento com o lutador profissional da AEW Sammy Guevara.
Em 28 de novembro de 2023, Melo deu à luz uma menina, Luna Melo Guevara, fruto de seu relacionamento com o lutador Sammy Guevara.

## Campeonatos e conquistas
- Inside the Ropes
  - O lutadora mais aprimorada (2021)[35]
- Pro Wrestling Illustrated
  - Classificada como a 49ª entre as 150 melhores lutadoras femininas no PWI Women's 150 em 2021[36]
- Wrestling Observer Newsletter
  - Mais Aprimorada (2021)[37]